# Cylindromyia theodori
Cylindromyia theodori är en tvåvingeart som beskrevs av Kugler 1974. Cylindromyia theodori ingår i släktet Cylindromyia och familjen parasitflugor.
Artens utbredningsområde är Israel. Inga underarter finns listade i Catalogue of Life.